# Euneomys chinchilloides
Euneomys chinchilloides és una espècie de mamífer rosegador de la família dels cricètids. Viu a la Isla Grande de Tierra del Fuego i illes properes (Argentina), així com l'extrem meridional de Xile. Els seus hàbitats naturals són les estepes i els boscos. Està amenaçat pel sobrepasturatge dels ramats d'ovelles. El seu nom específic, chinchilloides, significa ‘similar a una xinxilla’ en llatí.